# Josef Vondruška (básník)
Josef Vondruška (18. dubna 1952, Bohušovice nad Ohří, Československo – 28. prosince 2014, Praha) byl český básník, prozaik a hudebník. V lednu roku 1977 podepsal Chartu 77. Sepsal kroniku skupiny The Plastic People of the Universe. Hrál také se skupinou Umělá hmota. V roce 1980 emigroval do Rakouska a následně do Sydney v Austrálii. V roce 1992 se vrátil zpět do Česka.

## Život

### Mládí
Narodil se v rodině bednáře v roce 1952 v Bohušovicích nad Ohří. Od roku 1961 žil v Praze, v části Vyšehrad na území městské části Praha 2. Základní školní docházku ukončil v roce 1967, poté se v letech 1967-1969 vyučil malířem pokojů. Po vyučení pracoval v dělnických profesích. V lednu 1977 podepsal Chartu 77.

### Emigrace
V roce 1980 emigroval přes Rakousko do australského Sydney, kde pracoval jako dělník v továrně. Po Sametové revoluci se v roce 1992 vrátil do Československa.

### Pozdější doba
Později pracoval v Akademii výtvarných umění v Praze na pozici pomocného dělníka a vrátného. Ve volném čase se kromě literatury věnoval též výtvarné tvorbě, konkrétně technice koláže.

## Literární činnost
V českém literárním prostředí je znám především jako jeden z tzv. českých undergroundových autorů. Na jeho tvorbu mělo vliv především setkání s českou hudební rockovou undergroundovou skupinou The Plastic People of the Universe. V 70. a 80. letech 20. století Vondruška publikoval svoji literární tvorbu v samizdatovém periodiku Vokno, v 80. letech v exilovém periodiku Paternoster a po roce 1989 v časopisech Fragment K, Obsession, Revolver Revue, Tvorba a v americkém časopise Black to Comm. V tvorbě Josefa Vondrušky je patrný vliv literátů Egona Bondyho a Ivana Martina Jirouse a dobové americké rock’n’ rollové lyrické hudební tvorby.

#### Do roku 1989
- Nejistoty (1975)
- Zase na cestě (1976)
- Temné lásky (1977)
- Věřím ve zlo (1978)
- Pražské courání (1978–1979)

#### Po roce 1989
- Rock’n’rollový sebevrah (1993)
- A bůh hrál rock’n’roll (1993)
- Vyšehradští jezdci (1996)
- Rock’n’rollový miláček (1996)

##### Souborná vydání
- Chlastej a modli se (2005)

### Rozhlasová adaptace
V srpnu 2021 odvysílala stanice Český rozhlas Vltava adaptaci jeho autobiografické knihy Chlastej a modli se, kterou v plzeńském studiu načetl Jan Holík v režii Jakuba Doubravy.

## Hudební činnost
V roce 1973 se stal součástí hudební skupiny Umělá hmota, jejímž zakladatelem byli Milan Vopálka a Karel Habal. Svým příchodem do této skupiny se stal v letech 1974-1979 jejím textařem.

### Diskografie
- 2010 Rock'n'Rollový miláček